# Каунцингер, Гюнтер
Гюнтер Каунцингер (нем. Günther Kaunzinger; род. 10 апреля 1938) — немецкий органист, музыковед
, пианист, музыкальный педагог.
Учился в Нюрнберге и Франкфурте-на-Майне, в 1968—1974 гг. совершенствовался в Париже под руководством Мари-Клер Ален, Мориса Дюрюфле и Жана Гийю. С 1974 г. ведёт органный класс Вюрцбургской Высшей школы музыки, с 1976 г. преподаёт также фортепиано. Работал также в Католическом университете Америки. Записал органные симфонии Шарля Мари Видора, фантазии Луи Вьерна и др. Автор ряда переложений для органа, в том числе «Картинок с выставки» Мусоргского (1980). Подготовил новые издания органных сочинений Сезара Франка и Юлиуса Ройбке. Консультировал сооружение новых органов в Вюрцбурге, Вальдзассене и др.